# Attention Please (Boris)
Attention Please è un album in studio del gruppo musicale giapponese Boris, pubblicato nel 2011.

## Tracce
1. Attention Please – 5:12
2. Hope – 3:26
3. Party Boy – 3:51
4. See You Next Week – 3:56
5. Tokyo Wonder Land – 5:42
6. You – 6:13
7. Aileron – 2:01
8. Les Paul Custom '86 – 2:09
9. Spoon – 4:16
10. Hand in Hand – 4:30

## Formazione

### Gruppo
- Takeshi – voce, basso, chitarra
- Wata – chitarra, voce
- Atsuo – batteria, voce